# St. Ferdinand Township
Die St. Ferdinand Township ist eine von 28 Townships im St. Louis County im Osten des US-amerikanischen Bundesstaates Missouri und Bestandteil der Metropolregion Greater St. Louis. Das U.S. Census Bureau hat bei der Volkszählung 2020 eine Einwohnerzahl von 30.945 ermittelt.

## Geografie

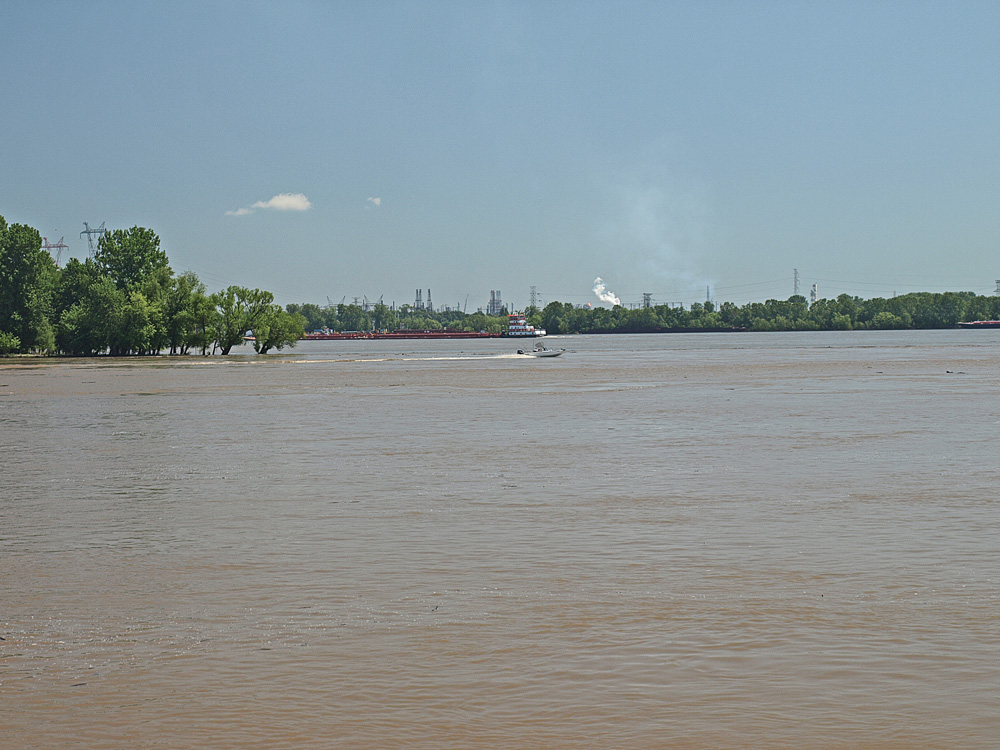
Mündung des Missouri (vorn) in den Mississippi (hinten) von der St. Ferdinand Township aus gesehen

Die St. Ferdinand Township liegt im nördlichen Vorortbereich von St. Louis an der Mündung des Missouri River in den Mississippi, der die Grenze zu Illinois bildet.
Die St. Ferdinand Township liegt auf 38°44′27″ nördlicher Breite und 90°14′26″ westlicher Länge und erstreckt sich über 57,5 km², die sich auf 52,3 km² Land- und 5,2 km² Wasserfläche verteilen.
Das nordöstliche Drittel der St. Ferdinand Township wird von der Columbia Bottom Conservation Area am Zusammenfluss von Mississippi und Missouri eingenommen. Dabei handelt es sich um ein Feuchtgebiet, das seine heutige Gestalt im Jahr 1993 bei der großen Überflutung beider Flüsse bekam. In diesem Gebiet wurden in der Vergangenheit mehrfach Versuche der Besiedlung unternommen, aber inzwischen vollständig aufgegeben.

Die St. Ferdinand Township liegt im Nordosten des St. Louis County. Sie grenzt im Norden durch den Missouri getrennt an das St. Charles County. Im Osten liegt auf dem gegenüberliegenden Mississippiufer das Madison County in Illinois. Innerhalb des St. Louis County grenzt die St. Ferdinand Township im Süden an die Stadt St. Louis, im Südwesten an die Norwood und die Ferguson Township sowie im Westen an die Spanish Lake Township.

## Verkehr
In West-Ost-Richtung verläuft durch die St. Ferdinand Township die Interstate 270, die als nördliche Umgehungsstraße des Ballungsgebietes um St. Louis dient. An der Grenze zur benachbarten Spanish Lake Township kreuzt die Missouri State Route 367. Alle weiteren Straßen sind County Roads oder weiter untergeordnete innerörtliche Verbindungsstraßen.
Durch die St. Ferdinand Township verläuft eine Bahnlinie der BNSF Railway, die von St. Louis entlang des Mississippi in nördliche Richtung führt.
Der Lambert-Saint Louis International Airport liegt rund 25 km südwestlich der Township.

## Demografische Daten
Nach der Volkszählung im Jahr 2010 lebten in der St. Ferdinand Township 34.032 Menschen in 12.618 Haushalten. Die Bevölkerungsdichte betrug 650,7 Einwohner pro Quadratkilometer. In den 12.618 Haushalten lebten statistisch je 2,65 Personen.
Ethnisch betrachtet setzte sich die Bevölkerung zusammen aus 19,5 Prozent Weißen, 78,1 Prozent Afroamerikanern, 0,1 Prozent amerikanischen Ureinwohnern, 0,2 Prozent Asiaten sowie 0,3 Prozent aus anderen ethnischen Gruppen; 1,8 Prozent stammten von zwei oder mehr Ethnien ab. Unabhängig von der ethnischen Zugehörigkeit waren 0,8 Prozent der Bevölkerung spanischer oder lateinamerikanischer Abstammung.
29,6 Prozent der Bevölkerung waren unter 18 Jahre alt, 59,7 Prozent waren zwischen 18 und 64 und 10,7 Prozent waren 65 Jahre oder älter. 54,8 Prozent der Bevölkerung war weiblich.

Das mittlere jährliche Einkommen eines Haushalts lag bei 36.772 USD. Das Pro-Kopf-Einkommen betrug 15.232 USD. 32,2 Prozent der Einwohner lebten unterhalb der Armutsgrenze.

## Orte
Neben Streubesiedlung lebt der größte Teil der Bevölkerung der St. Ferdinand Township in folgenden Ortschaften:
City
- Bellefontaine Neighbors

Village
- Riverview

Census-designated places (CDP)
- Castle Point
- Glasgow Village